# Klettengraben
Der Klettengraben ist ein linker Zufluss des Bruckbachs bei Westheim im mittelfränkischen Landkreis Weißenburg-Gunzenhausen.

## Verlauf
Der Klettengraben entspringt auf einer Höhe von 481 m ü. NHN südöstlich von Ostheim unweit der Kreisstraße WUG 29. Er fließt während seines gesamten Laufs beständig in westliche Richtung durch eine Offenlandschaft im Vorland der Südlichen Frankenalb am Rand des Naturparks Altmühltal. Der Klettengraben fließt nach einem Lauf von etwa 660 Metern auf einer Höhe von 455 m ü. NHN südlich von Ostheim unweit der Bundesstraße 466 von links bzw. von Osten in den Bruckbach. Unweit münden auch der Riedgraben und der Durlinggraben in den Bruckbach. Der Klettengraben durchfließt keine Ortschaften und hat keine bedeutenden Zuflüsse.